# 洪山区 (福州市)
洪山区（1949年12月—1955年5月）是中华人民共和国福建省福州市历史上的一个市辖区。
1949年12月，福州市人民政府增设鼓山区，辖西豹、净屏、开闽、平远等乡和原属鼓楼区的洪山、凤凰、陆庄三个保。1952年12月，洪山区隶属新成立的福州市人民政府郊区行政办事处（以下简称“市郊办处”）。1955年4月，析洪山区西洪镇区政府以西地段和官家村、大梦山、内后贤村归鼓楼区，析洪山区团结乡上河上村、下河上村、洋柄村、长汀乡石步头村、山仔里村、浦东和浦西境村及帮洲新村以西、防洪堤以北地区归小桥区；5月，撤销洪山区建制，其所辖乡镇由市郊办处直接领导。